# Liste von Hochhäusern in Bochum

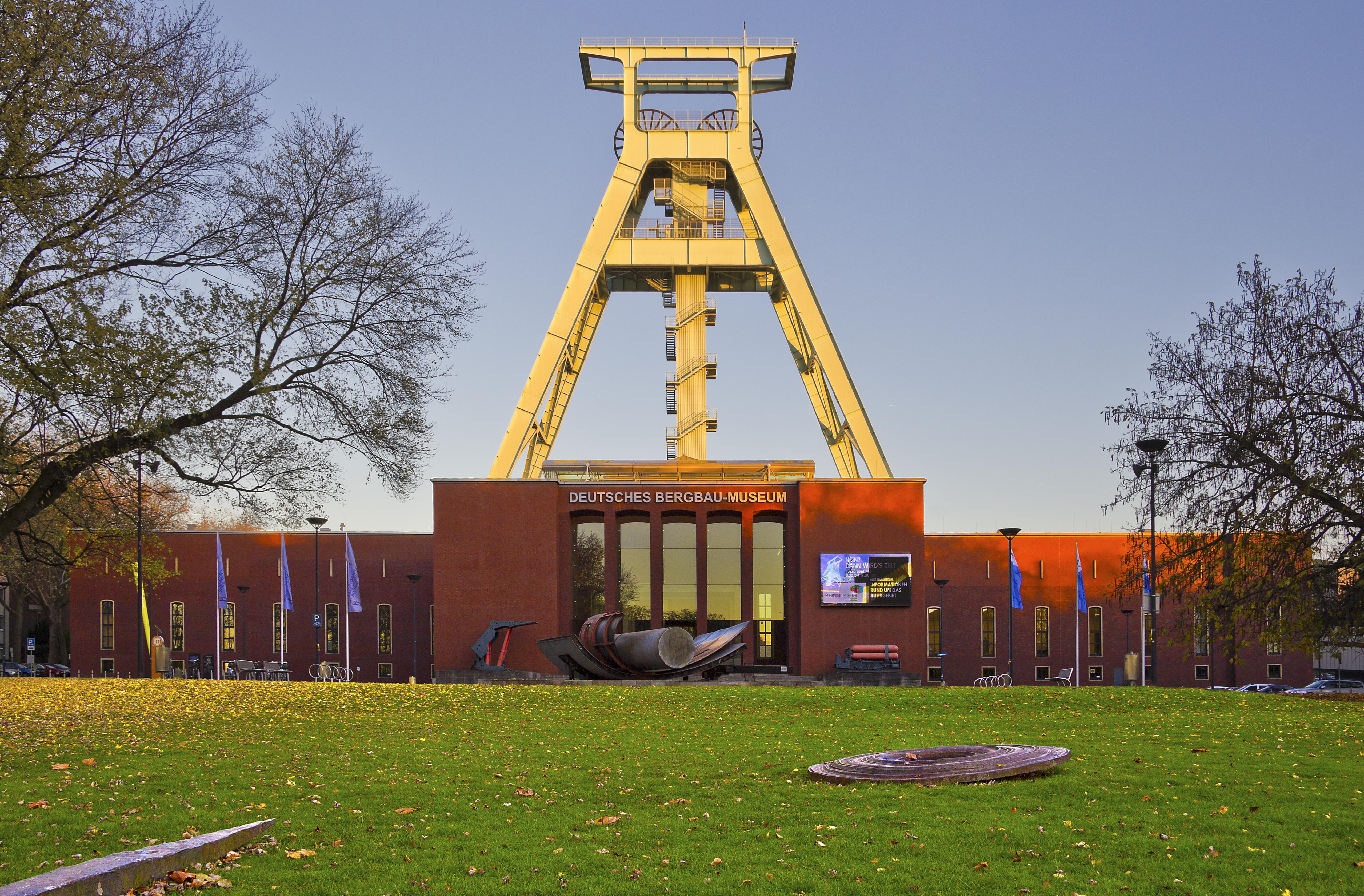
Deutsches Bergbaumuseum (71,40 Meter)

Die Liste von Hochhäusern in Bochum führt Hochhäuser in Bochum auf, die eine strukturelle Höhe von 50 Metern erreichen oder überschreiten. Sie erhebt keinen Anspruch auf Vollständigkeit.
Die meisten Hochhäuser konzentrieren sich südlich des Stadtkerns sowie im Umkreis der Ruhr-Universität Bochum im Stadtteil Querenburg.
Im südlichen Stadtkern eröffnete 1962 das Europa-Haus, das bis heute markant das Stadtbild prägt. Zwischen 1971 und 1975 kamen vier weitere Gebäude hinzu, darunter das Terrassen-Hochhaus, das bis heute höchste Wohngebäude Bochums. Außerhalb des Bochumer Stadtrings und des Stadtteils Querenburg, auf der Entwicklungsachse vom Stadtring zur Uni, folgte 2013 das Exzenter-Haus. In Bochum steht mit  dem Exzenter-Haus das höchste Bürogebäude der Region Mittleres Ruhrgebiet. In Bochum selbst gibt es aktuell drei Gebäude, die eine Höhe von 70 Metern erreichen oder überschreiten.
Das Wahrzeichen Bochums, das Deutsche Bergbaumuseum mit seiner Höhe von 71,40 Metern (Aussichtsplattform auf 62 Metern) findet sich nicht auf der nachfolgenden Liste, da es sich bei der eigentlichen Höhe nicht um die Gebäudehöhe, sondern um die Höhe des Fördergerüsts handelt.

## Bestehende oder im Bau befindliche Hochhäuser
| Nr. | Gebäude                                                             | Höhe in m | Etagen | Baujahr        | Bemerkung | Architekt                                     | Stadtteil      | Bild                                |
| --- | ------------------------------------------------------------------- | --------- | ------ | -------------- | --- | --------------------------------------------- | -------------- | ----------------------------------- |
| 01  | Exzenterhaus                                                        | 89        | 23     | 2013           | Bürogebäude stehend auf einem 22 m hohen Bunker auf einer Verkehrsinsel. | Gerhard Spangenberg                           | Innenstadt-Süd |                                     |
| 02  | Bomin-Haus                                                          | 75        | 20     | 1975           | Sitz der Deutschen Rentenversicherung Knappschaft-Bahn-See. | Roman Reiser                                  | Wiemelhausen   |                                     |
| 03  | ThyssenKrupp Feuerbeschichtungsanlage FBA 7                         | 70        | 20     | 1992           | Anlage von ThyssenKrupp zur Herstellung von feuerverzinktem Feinblech. |                                               | Bochum-Mitte   |                                     |
| 04  | Terrassen-Hochhaus im Uni-Center                                    | 65,8      | 20     | 1973           | Höchstes Wohnhaus in Bochum. | Albin Hennig, Dieter Dietrich, G.Guggenberger | Querenburg     | Terrassen-Hochhaus                  |
| 05  | Europahaus                                                          | 60,5      | 16     | 1962           | Facharztzentrum und Bürogebäude. Markant ist der rotierende Mercedes-Stern auf dem Dach.                                                                                               | Roman Reiser                                  | Innenstadt-Süd |                                     |
| 06  | Mercure-Hotel                                                       | 60,5      | 16     | 1995           | Hoteltürme in der Nähe des Hauptbahnhofes. Erbaut von Radisson Blu als Holiday Inn, ab 2005 Park Inn.                                                                                  |                                               | Innenstadt-Süd |                                     |
| 07  | Stadtwerkegebäude                                                   | 60,0      | 16     | 2005           | Hauptsitz der Stadtwerke Bochum mit begrüntem Dach. | Dörte Gatermann, Elmar Schossig               | Innenstadt-Süd | Stadtwerke Bochum                   |
| 08  | Schlegelturm                                                        | 58,0      | 18     | 1927           | Ehemaliges Gebäude der Verwaltung und Produktion der Schlegel-Scharpenseel-Brauerei. Jetzt Bürogebäude und Restaurant.                                                                 |                                               | Bochum-Mitte   | Schlegel-Scharpenseel-Brauerei      |
| 09  | Knappschaftskrankenhaus                                             | 55,0      | 16     | 1971           | Universitätsklinikum |                                               | Langendreer    | Knappschaftskrankenhaus Langendreer |
| 10  | Bochumer Fenster                                                    | 52,9      | 16     | 2002           | Ehemals Stadtbadgalerie. Bürogebäude, das bis 2012 auch ein Schwimmbad beherbergte. Heute hauptsächlich von der Ruhruniversität genutzt, u. a. mit hauseigenem Fitnessstudio „Unifit“. |                                               | Innenstadt-Süd | Bochumer Fenster                    |
| 11  | Naturwissenschaften Gebäude A (NA)                                  | 52,5      | 14     | 1969           | Ruhr-Universität Bochum. Das Gebäude wurde abgerissen und wird ab 2024 in selber Höhe neu errichtet.                                                                                   | Hentrich und Petschnigg                       | Querenburg     |                                     |
| 12  | Naturwissenschaften Gebäude B (NB)                                  | 52,5      | 14     | 1969           | Ruhr-Universität Bochum. Das Gebäude wird nach Gebäude A komplett abgerissen und in selber Höhe neu errichtet.                                                                         | Hentrich und Petschnigg                       | Querenburg     |                                     |
| 13  | Naturwissenschaften Gebäude C (NC)                                  | 52,5      | 14     | 1969           | Ruhr-Universität Bochum. Das Gebäude wird nach Gebäude B komplett abgerissen und in selber Höhe neu errichtet.                                                                         | Hentrich und Petschnigg                       | Querenburg     |                                     |
| 14  | Naturwissenschaften Gebäude D (ND)                                  | 52,5      | 14     | 1969           | Ruhr-Universität Bochum. Das Gebäude wird nach Gebäude C komplett abgerissen und in selber Höhe neu errichtet.                                                                         | Hentrich und Petschnigg                       | Querenburg     |                                     |
| 15  | Uni-Center Ost                                                      | 52,0      | 14     | 1971           | Wohnhaus im Uni-Center. | Albin Hennig, Dieter Dietrich, G.Guggenberger | Querenburg     |                                     |
| 16  | Appartementhaus Lohring                                             | 52,0      | 13     | 1966           | Ehemaliges Hotel Lohring. Ab Mai 2021 beginnt die Kernsanierung und die Neugestaltung der Außenfassade des gesamten Gebäudes.                                                          | Heinz Jentzsch                                | Innenstadt-Ost |                                     |
| 17  | Studentenwohnheim Erlenkamp                                         | 51,5      | 14     | 1974           | Wohnhaus | Ulrich Krampe, Peter Reiter                   | Querenburg     |                                     |
| 18  | Hustadtring 73                                                      | 51,5      | 14     | 1969           | Wohnhaus | Hanns Dustmann, Walter Arns                   | Querenburg     |                                     |
| 19  | Geisteswissenschaften Gebäude A (GA)                                | 51,1      | 13     | 1969           | Ruhr-Universität Bochum | Hentrich und Petschnigg                       | Querenburg     |                                     |
| 20  | Geisteswissenschaften Gebäude B (GB)                                | 51,1      | 13     | 1969           | Ruhr-Universität Bochum | Hentrich und Petschnigg                       | Querenburg     |                                     |
| 21  | Geisteswissenschaften Gebäude C (GC)                                | 51,1      | 13     | 1969           | Ruhr-Universität Bochum | Hentrich und Petschnigg                       | Querenburg     |                                     |
| 22  | Studentenwohnheim Uni-Center                                        | 50,5(?)   | 14     | 1972–1974      | Studentenwohnheim im Uni-Center. | Albin Hennig, Dieter Dietrich                 | Querenburg     |                                     |
| 23  | Hustadtring 81                                                      | 50,2      | 13     | 1974           | Wohnhaus | Hanns Dustmann, Walter Arns                   | Querenburg     |                                     |
| 24  | Seven Stones - Community Campus                                     | 50,0      | 13     | 2022 (geplant) | Wird in Modulbauweise errichtet. Im Zentrum des Geländes soll eine Parkanlage, ein Cafe und eine Tartanbahn entstehen.                                                                 |                                               | Wiemelhausen   |                                     |
| 25  | Ingenieurwissenschaften Gebäude A (IA)                              | 50,0      | 13     | 2019           | Ruhr-Universität Bochum. Das alte Gebäude von 1969 komplett abgerissen und in selber Höhe neu errichtet.                                                                               | Hentrich und Petschnigg                       | Querenburg     |                                     |
| 26  | Ingenieurwissenschaften Gebäude B (IB)                              | 50,0      | 13     | 2019           | Ruhr-Universität Bochum. Das alte Gebäude von 1969 komplett abgerissen und in selber Höhe neu errichtet.                                                                               | Hentrich und Petschnigg                       | Querenburg     |                                     |
| 27  | Ingenieurwissenschaften Gebäude C (IC)                              | 50,0      | 13     | 1969           | Ruhr-Universität Bochum | Hentrich und Petschnigg                       | Querenburg     |                                     |
| 28  | Hochschule Bochum – Bochum University of Applied Sciences Gebäude A | 50,0      | 12     | 1971           | |                                               | Querenburg     |                                     |

## Ehemalige Hochhäuser
| Nr. | Gebäude                          | Höhe in m | Etagen | Baujahr | Bemerkung | Architekt | Stadtteil         | Bild |
| --- | -------------------------------- | --------- | ------ | ------- | --- | --------- | ----------------- | ---- |
| xx  | Uni-Hochhaus-West                | 57,0      | 16     | 1966    | 2013 abgerissen - ehemaliges Staatshochbauamt (Querenburg) ab 2015 errichteter Gesundheitscampus für Unternehmen der Gesundheitswirtschaft und Forschung.      |           | Querenburg        |      |
| xx  | Landgericht / Amtsgericht Bochum | 55,5      | 16     | 1978    | 2020 abgerissen - auf der Fläche entsteht das Viktoria Karree, umbenannt in 'Husemann Karree' Eröffnung ist 2023 (Büro, Hotel, Dienstleistung und Gastronomie) |           | Bochum-Innenstadt |      |

## Hochhäuser ab 50 Metern in Planung
| Name                       | Höhe in Metern | Etagen | Geplanter Baubeginn | Geplante Fertigstellung | Bemerkung | Stadtteil         |
| -------------------------- | -------------- | ------ | ------------------- | ----------------------- | --- | ----------------- |
| City-Tower Bochum          | >60            | 21     | 2022                | 2024                    | Nutzungsmix aus Hotel, Büro, Serviced Apartments, Gastronomie und Handel vorgesehen. Architekten: Gerber Architekten. | Innenstadt-Süd    |
| Westfalentower             | 59,8           | 16     | 2022                | 2024                    | Die Fläche wird aktuell noch auf Straßenniveau angepasst.                                                             | Laer (Mark 51° 7) |
| Hochhauskomplex Gesundheit | 52,5           | 15     | 2021                | 2023                    | Die Abrissarbeiten auf der Fläche haben bereits begonnen.                                                             | Innenstadt-Süd    |